# به ماه و آنسوتر

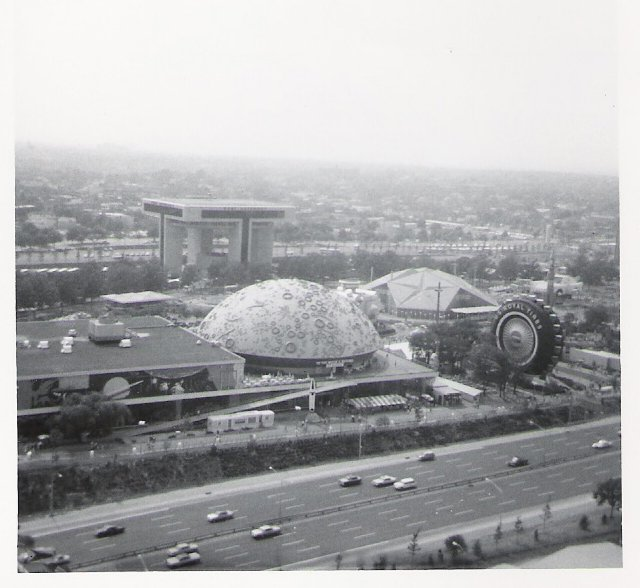
نمایشگاه جهانی نیویورک ۱۹۶۴ با «گنبد ماه» فیلم «به ماه و آنسوتر» در پیش‌زمینه

فیلم به ماه و آنسوتر (انگلیسی: To the Moon and Beyond) یک اثر ویژه بود که برای نمایشگاه جهانی نیویورک ۱۹۶۴/۱۹۶۵ ساخته و در آن به نمایش گذاشته شد. این فیلم سفر از زمین به نمای کلی از جهان و بازگشت دوباره به زمین را به تصویر می‌کشید و تا مقیاس اتمی زوم می‌کرد. این فیلم با استفاده از فرایند سینه‌راما و دوربینی با لنز چشم‌ماهی ساخته شده و روی صفحه‌نمایشی گنبدی پخش می‌شد.

## توضیحات
این فیلم در قالبی به نام "سینه‌رامای جدید - پروسس ۳۶۰" ساخته شده بود. این فیلم در "گنبد ماه" که ۹۶ فوت ارتفاع داشت و بخشی از ساختمان حمل و نقل و سفر (پاویون شماره ۱۲۳) در بخش ترابری نمایشگاه بود، نمایش داده شد. ارائه‌دهنده این فیلم کاال‌ام بود و روایت آن توسط راد سرلینگ انجام می‌شد.

## تولید

فلیکس بدنرز لنز سینه راما ۳۶۰ را برای فیرچایلد-کرتیس طراحی کرد (US 3,230,826 [1961])

این فیلم با استفاده از فرایند سینه‌راما ۳۶۰° ساخته شد که روی فیلم ۷۰ میلی‌متری با سرعت ۱۸ فریم بر ثانیه با استفاده از لنز لنز واید چشم‌ماهی ضبط می‌شد. این فیلم در یک تئاتر گنبدی با استفاده از یک پروژکتور زاویه باز مشابه پخش می‌شد. این فیلم توسط شرکت Graphic Films Corporation ساخته شد، شرکتی که توسط لستر نووروس، انیماتور سابق شرکت والت دیزنی اداره می‌شد و فیلم‌های فنی برای ناسا، نیروی هوایی ایالات متحده و مشتریان مختلف هوافضا می‌ساخت.

## تأثیرات بر ۲۰۰۱: ادیسه فضایی
استنلی کوبریک این فیلم را در نمایشگاه دید و از جلوه‌های ویژه و نمایش دقیق علمی آن به قدری تحت تأثیر قرار گرفت که شرکت «گرافیک فیلمز» را به‌عنوان مشاور طراحی در فیلمی که از پیش در حال تولید داشت، یعنی ۲۰۰۱: ادیسه فضایی، استخدام کرد. لستر نووروس از «گرافیک فیلمز»، کان پدرسون و هنرمند پس‌زمینه داگلاس ترامبل طرح‌های مفهومی و یادداشت‌های پژوهشی دربارهٔ مکانیک و فیزیک سفر فضایی را به کوبریک در انگلستان ارسال کردند. آن‌ها همچنین استوری‌بردهایی برای بخشی از صحنه‌های پرواز فضایی در این فیلم ایجاد کردند. ترامبل سرانجام «گرافیک فیلمز» را ترک کرد تا به‌عنوان سرپرست جلوه‌های ویژه در فیلم ۲۰۰۱ فعالیت کند.